# Gorō Inagaki
Gorō Inagaki (稲垣 吾郎?, Inagaki Gorō; Itabashi, 8 dicembre 1973) è un cantante e attore giapponese.

## Biografia
Inagaki è stato un membro del gruppo pop giapponese SMAP. Un anno dopo lo scioglimento del gruppo, Inagaki, insieme ai suoi ex compagni di band Tsuyoshi Kusanagi e Shingo Katori, formò il gruppo Atarashii Chizu. Il suo debutto cinematografico internazionale è stato nella commedia romantica Lezioni private II, interpretando il ruolo principale maschile di uno studente giapponese che si innamora del suo tutor. Private Lessons II è interpretato anche dal leader dello SMAP Masahiro Nakai.

## Filmografia

### Film
- Saraba itoshino yakuza, regia di Akiyoshi Kimata (1990)
- Private Lessons II, regia di Akiyoshi Kimata (1993)
- Shoot!, regia di Kazuki Ōmori (1994)
- Super Scandal, regia di Shunichi Okamura (1996)
- Parasite Eve, regia di Masayuki Ochiai (1997)
- Hypnosis, regia di Masayuki Ochiai (1999)
- University of Laughs, regia di Hoshii Mamoru (2004)
- 13 assassini, regia di Takashi Miike (2010)
- Night's Tightrope, regia di Yukiko Mishima (2016)
- The Bastard and the Beautiful World, regia di Sion Sono (2018)
- Another World, regia di Tommy Kai Chung Ng (2019)
- Tezuka's Barbara, regia di Macoto Tezka[3] (2019)
- Labyrinth of Cinema, regia di Nobuhiko Obayashi[4] (2020)
- At the Window, regia di Imaizumi Rikiya[5] (2022)
- (Ab)normal Desire, regia di Yoshiyuki Kishi (2023)
- Kaze yo Arashi yo, regia di Yajima Koichi (2024)

### Drama
- Seishun Kazoku – serie TV, (1989)
- Gakkō e ikō – serie TV, (1991)
- Hatachi no Yakusoku – serie TV, (1992)
- Uso Demo li Kara – serie TV, (1993)
- Tokyo Daigaku Monogatari – serie TV, (1994)
- Saikō no Koibito – serie TV, (1995)
- Subarashiki Kazokuryokō – serie TV, (1996)
- Kare – serie TV, (1997)
- Koi no Katamichikippu – serie TV, (1997)
- Sommelier – serie TV, (1998)
- A Strange Story – serie TV, (1998)
- Kiken na Kankei – serie TV, (1999)
- Saimin – serie TV, (2000)
- Onmyōji – serie TV, (2001)
- Kekkon no Jyōken – serie TV, (2002)
- Yoisho no Otoko – serie TV, (2002)
- Ren'ai Hensachi – serie TV, (2002)
- Hoshi ni negai o – serie TV, (2004)
- Inugamike no Ichizoku – serie TV, (2004)
- 9.11 – serie TV, (2004)
- Yatsuhakamura – serie TV, (2004)
- M no Higeki – serie TV, (2005)
- Asuka e soshite madaminukoe – serie TV, (2005)
- Jōōbachi – serie TV, (2006)
- Busu no Hitomi ni Koishiteru – serie TV, (2006)
- Aakuma ga Kitarite Fue o Fuku – serie TV, (2007)
- Hanazakari no kimitachi e - Ikemen Paradaisu – serie TV, (2007)
- Sasaki fusai no jingi naki tatakai – serie TV, (2008)
- Akuma no Temariuta – serie TV, (2009)
- Kamen Rider G – serie TV, (2009)
- Triangle – serie TV, (2009)
- Nagareboshi – serie TV, (2010)
- Bull Doctor – serie TV, (2011)
- Hungry! – serie TV, (2012)
- Dr. Kenzi – serie TV, (2012)
- Take Five: Oretachi wa ai o nusumeruka – serie TV, (2013)
- A Chef of Nobunaga – serie TV, (2013-2014)
- Fukigen na Kajitsu – serie TV, (2016)
- Scarlet – serie TV, (2019)
- Kaze yo Arashi yo – serie TV, (2022) [6]
- Yu Yu Hakusho – serie TV, (2023) [7]

### Serie televisive
- Yume ga Mori Mori – serie TV, (1992-1995)
- WIN – serie TV, (1996–1997)
- SMAP×SMAP – serie TV, (1996-2006)
- Honto ni Atta Kowai Hanashi – serie TV, (1999)
- Inagaki Geijutsukan – serie TV, (2000)
- SmaSTATION!! – serie TV, (2001-2017)
- Tokumei Research 200X: II – serie TV, (2002)
- Wasurebumi – serie TV, (2003-2010)
- Goro no Sonata – serie TV, (2004)
- Goro no Hosomichi – serie TV, (2004)
- Goro's Bar – serie TV, (2004-2009)
- Goro's Bar Presents my Fair Lady – serie TV, (2009-2010)
- G.I. Goro – serie TV, (2010)
- Aishuutantei 1756 – serie TV, (2010-2011)
- Goro Deluxe – serie TV, (2011-2019)

### Doppiatore
- I figli del mare - Masaaki Azumi
- One Piece - I misteri dell'isola meccanica - Ratchet

## Doppiatori italiani
Nelle versioni in italiano nelle opere in cui ha recitato, Gorō Inagaki è stato doppiato da:
- Franco Mannella in 13 assassini
- Marco Vivio in Yu Yu Hakusho

Da doppiatore è sostituito da:
- Gianfranco Miranda in I figli del mare
- Simone D'Andrea in One Piece - I misteri dell'isola meccanica